# Laurentum

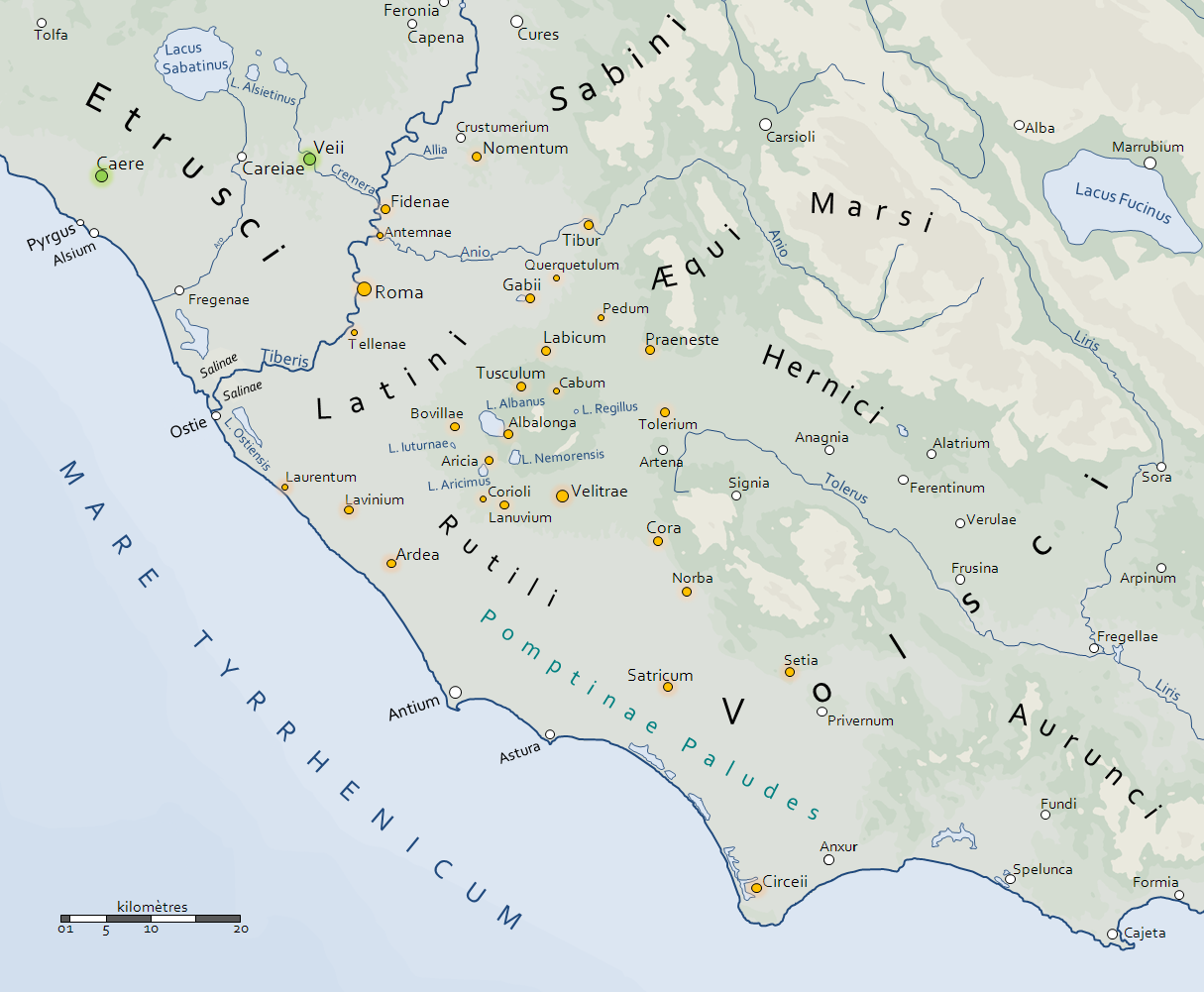
Laurentum na mapie

Laurentum – starożytne miasto latyńskie położone nad Morzem Tyrreńskim między Ostią a Lawinium. Według legendy było pierwszą stolicą Lacjum oraz siedzibą króla Latynusa. Należało do Związku Latyńskiego. W czasach republiki rzymskiej miasto podupadło, a w czasach cesarstwa zostało połączone z Lawinium, tworząc razem z nim municypium Lauro-Lavinates.